# 李泰日
李 泰日（リ・テイル、朝鮮語: 리태일）は、朝鮮民主主義人民共和国の政治家。両江道党委員会責任書記、朝鮮労働党中央委員会委員。開城市党委員会委員長、平安北道党委員会副委員長などを歴任した。

## 経歴
2002年に朝鮮人民軍上将に昇進し、人民軍参観団を率いて中国を訪問した同姓同名の人物がいるが、同一人物かは不明。2018年になると平安北道党委員会副委員長として金正恩朝鮮労働党委員長の視察に同行するようになる。
その後、開城市党委員会委員長を経て、2019年12月27日から開催された朝鮮労働党中央委員会第7期第5回総会で党中央委員会委員候補に補欠選挙された。2020年2月に開催された朝鮮労働党中央委員会政治局拡大会議で両江道党委員会に任命され、4月11日に開催された朝鮮労働党中央委員会政治局会議で党中央委員会委員に補欠選挙された。
2021年1月5日から開催された朝鮮労働党第8次大会で中央委員会委員に再選された。